# Staurastrum polinicum
Staurastrum polinicum là một loài Song tinh tảo trong họ Desmidiaceae, thuộc chi Staurastrum.